# ジェイコブ・ロペス
ジェイコブ・ロペス（Jacob Lopez, 1998年3月11日 - ）は、アメリカ合衆国カリフォルニア州ロサンゼルスのグラナダヒルズ地区出身のプロ野球選手（投手）。左投左打。MLBのアスレチックス所属。

## 経歴

### プロ入りとジャイアンツ傘下時代
2018年のMLBドラフト26巡目（全体766位）でサンフランシスコ・ジャイアンツから指名され、プロ入り。契約後、傘下のルーキー級アリゾナリーグ・ジャイアンツでプロデビュー。9試合（先発4試合）に登板して1勝1敗、防御率1.42、34奪三振を記録した。
2019年は開幕からA-級セイラム＝カイザー・ボルケーノズでプレーした。

### レイズ時代
2019年7月31日にジョー・マッカーシーとのトレードで、タンパベイ・レイズへ移籍した。移籍後は傘下のA-級ハドソンバレー・レネゲーズでプレーし、移籍前を含めた2チーム合計で12試合に先発登板して4勝3敗、防御率2.86、57奪三振を記録した。オフにはオーストラリアン・ベースボールリーグのパース・ヒートでプレーした。
2020年はCOVID-19の影響でマイナーリーグの試合が開催されなかったため、公式戦の登板は無かった。
2021年はA+級ボーリンググリーン・ホットロッズとAA級モンゴメリー・ビスケッツでプレーし、2チーム合計で15試合（先発11試合）に登板して3勝1敗2セーブ、防御率2.41、96奪三振を記録した。
2022年は左肘のトミー・ジョン手術を受けたため、シーズンを全休した。
2023年は開幕をAAA級ダーラム・ブルズで迎えた。8月14日にメジャー契約を結んでアクティブ・ロースター入りすると、同日のジャイアンツ戦で救援登板してメジャーデビュー。4試合（先発1試合）に登板して1勝0敗1セーブ、防御率4.38、8奪三振を記録した。
2024年は4試合（先発1試合）に登板して防御率5.23、8奪三振を記録した。

### アスレチックス時代
2024年12月14日にジョー・ボイル、ジェイコブ・ワッターズ、ウィル・シンプソン、2025年のMLBドラフト戦力均衡ラウンドAの指名権とのトレードで、ジェフリー・スプリングスと共にアスレチックスへ移籍した。

## 選手としての特徴
最速94mph（約151.2km/h）のフォーシームに80mph（約128.7km/h）ほどのスライダー、80mph台中盤のチェンジアップといった変化球を投げる。

## 詳細情報

### 年度別投手成績
| 年 度    | 球 団    | 登 板 | 先 発 | 完 投 | 完 封 | 無 四 球 | 勝 利 | 敗 戦 | セ 丨 ブ | ホ 丨 ル ド | 勝 率 | 打 者 | 投 球 回 | 被 安 打 | 被 本 塁 打 | 与 四 球 | 敬 遠 | 与 死 球 | 奪 三 振 | 暴 投 | ボ 丨 ク | 失 点 | 自 責 点 | 防 御 率 | W H I P |
| -------- | -------- | ----- | ----- | ----- | ----- | -------- | ----- | ----- | -------- | ----------- | ----- | ----- | -------- | -------- | ----------- | -------- | ----- | -------- | -------- | ----- | -------- | ----- | -------- | -------- | ------- |
| 2023     | TB       | 4     | 1     | 0     | 0     | 0        | 1     | 0     | 1        | 0           | 1.000 | 54    | 12.1     | 14       | 0           | 2        | 0     | 2        | 8        | 1     | 0        | 7     | 6        | 4.38     | 1.30    |
| 2024     | TB       | 4     | 1     | 0     | 0     | 0        | 0     | 0     | 0        | 0           | ----  | 46    | 10.1     | 5        | 2           | 7        | 0     | 2        | 8        | 0     | 0        | 7     | 6        | 5.23     | 1.16    |
| MLB：2年 | MLB：2年 | 8     | 2     | 0     | 0     | 0        | 1     | 0     | 1        | 0           | 1.000 | 100   | 22.2     | 19       | 2           | 9        | 0     | 4        | 16       | 1     | 0        | 14    | 12       | 4.76     | 1.24    |

- 2024年度シーズン終了時

### 年度別守備成績
| 年 度 | 球 団 | 投手（P） | 投手（P） | 投手（P） | 投手（P） | 投手（P） | 投手（P） |
| 年 度 | 球 団 | 試 合     | 刺 殺     | 補 殺     | 失 策     | 併 殺     | 守 備 率  |
| ----- | ----- | --------- | --------- | --------- | --------- | --------- | --------- |
| 2023  | TB    | 4         | 2         | 2         | 0         | 1         | 1.000     |
| 2024  | TB    | 4         | 1         | 0         | 0         | 0         | 1.000     |
| MLB   | MLB   | 8         | 3         | 2         | 0         | 1         | 1.000     |

- 2024年度シーズン終了時

### 背番号
- 74（2023年 - 2024年）
- 57（2025年 - ）